# Červená kalina

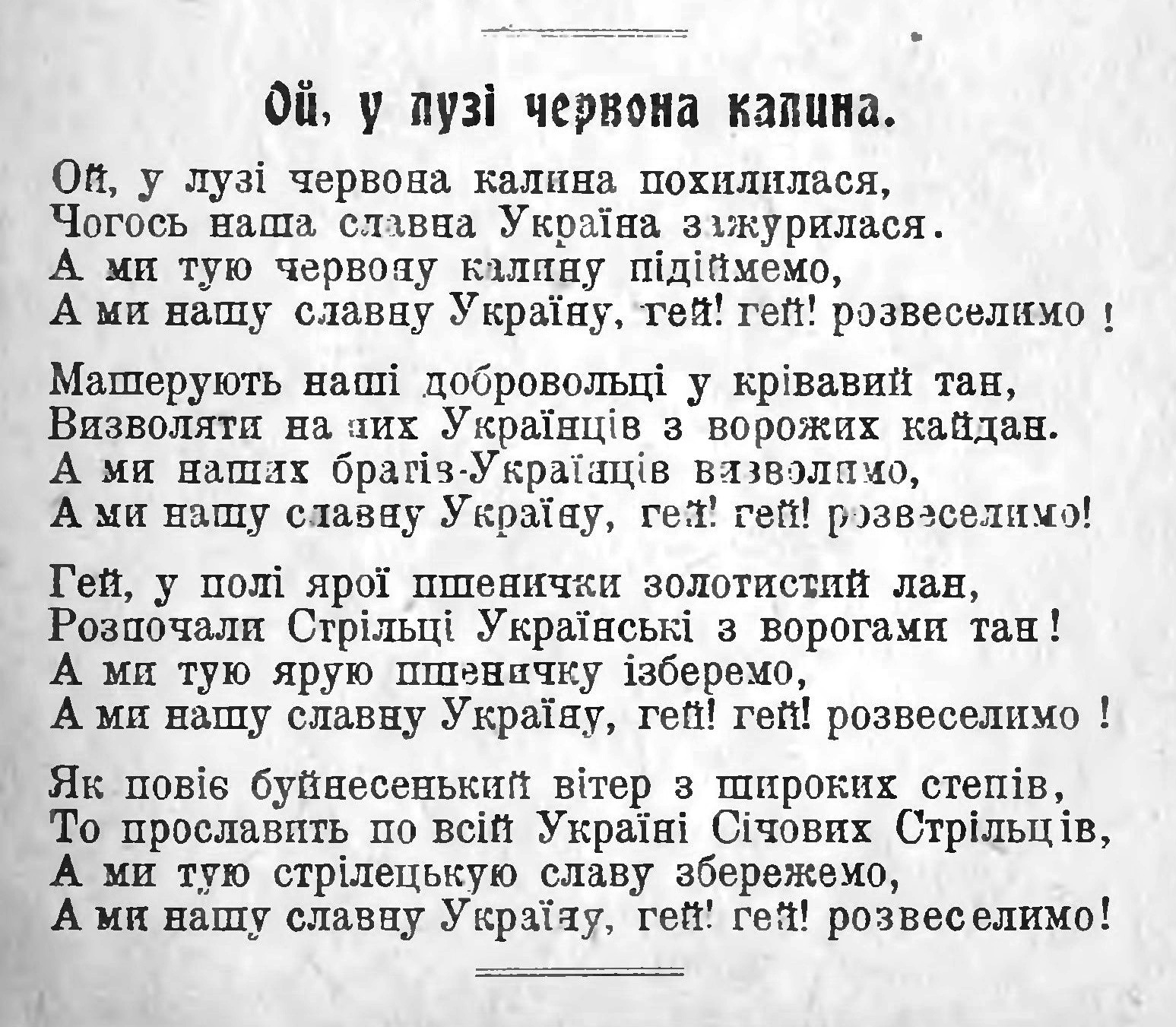
Příklad ukrajinské písně

Červená kalina (ukrajinsky Червона калина nebo Ой у лузі червона калина) je ukrajinská lidová píseň s autorskými úpravami, hymna ukrajinské dobrovolné legie z 1. světové války, tzv. sičských střelců (sič je kozácká pevnost, Sič byl tělovýchovně hasičský spolek v Haliči, Bukovině a Zakarpatí a jeho střelecký spolek byl konkurencí sokolského). Je známá v několika verzích. Kalina je ukrajinská národní květina.

## Historie

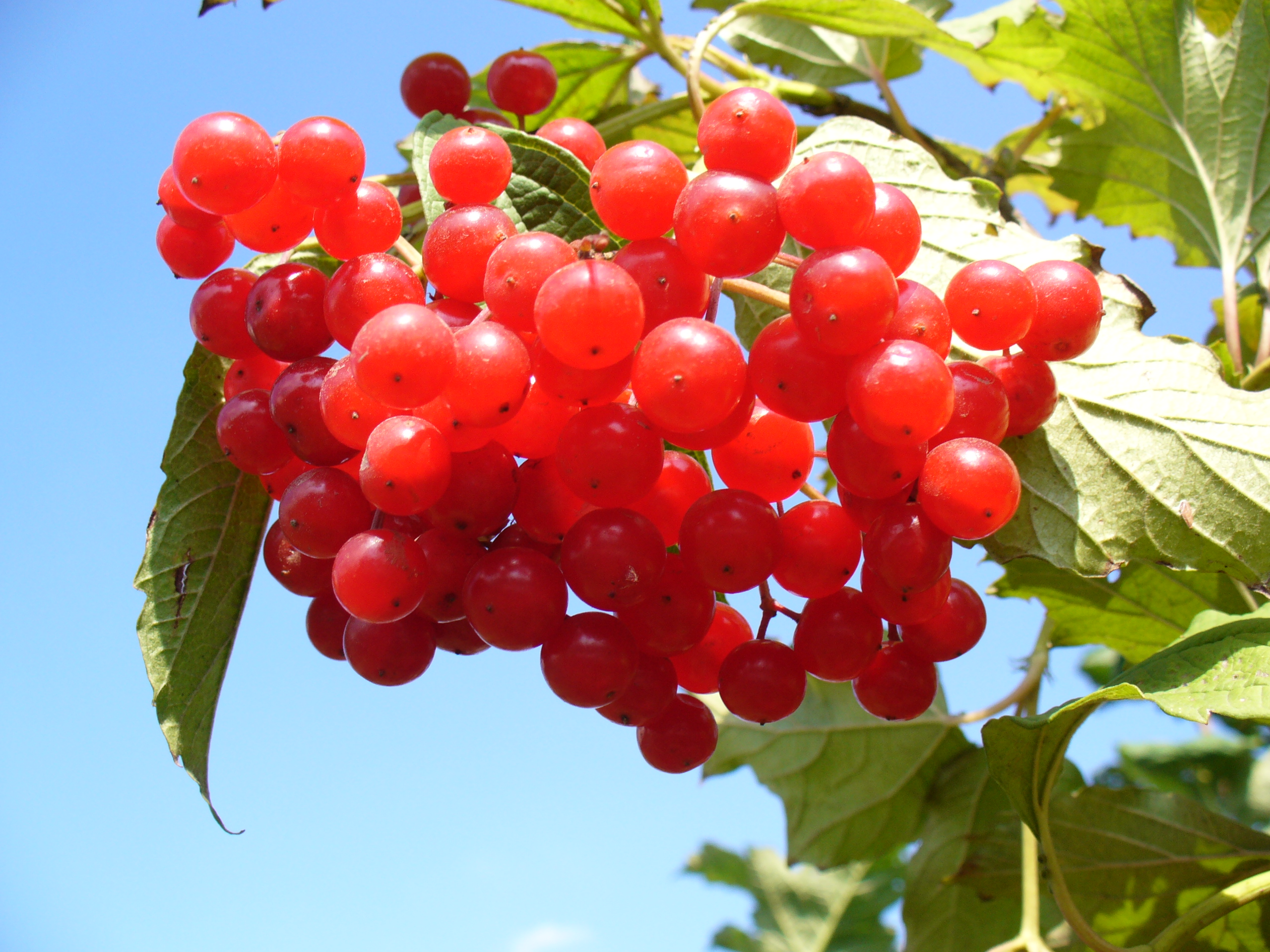
Kalina obecná

Podle jedné teorie byla první verze písně napsána slavným básníkem, režisérem a ředitelem ukrajinského divadla Ruská beseda Stepanem Čarneckým v roce 1914. Po nastudování tragédie Vasila Pačovského Slunce doby rozvratu (Сонце Руїни) o hejtmanovi Petru Dorošenkovi byl nespokojen se závěrečnou písní Nebyla na louce kalina, a tak pro optimističtější finále vložil do dramatu lidovou píseň Přetekly strmé břehy (Розлилися круті бережечки). Čarneckij v ní přepracoval slova tak, aby text lépe zapadal do obsahu hry. Ale poslední verš zůstal nezměněn. Navíc upravil i melodii písně.
Podle skladatele Michajla Hajvoronského byl autorem písně sám Vasil Pačovskij a zásluhu na popularizaci písně má režisér a ředitel ukrajinského divadla Ruská beseda Josip Stadnik, který uvedl první dílo ve Lvově v lednu 1912. Zapojení Stepana Čarneckého do vzniku písně je zcela zamlčeno.
Čarneckij v dopisu redakci napsal, že hru v roce 1914 aktualizoval, slova upravil a melodii složil svoji, takže ve Lvově ji v roce 1912 nemohl nikdo slyšet.
Premiéra obnoveného dramatu Slunce doby rozvratu a premiéra písně Ach na louce kalina červená, vlastně jedné sloky, se konala v únoru 1914 v Sambiru. Hra v nastudování Štěpána Čarneckého byla považována za nepopiratelný divadelní úspěch, a proto byla vybrána pro oslavy 50. výročí divadla Ruská beseda, které se konaly ve Stryji 29. března 1914.
V roce 1990 literární kritik, folklorista a spisovatel Fedor Pogrebennik, zkoumající historii díla Ach na louce červená kalina, poznamenal, že prastará kozácká píseň Přetekly strmé břehy končí téměř stejnou slokou, která byla pravděpodobně použita v inscenaci Slunce doby rozvratu od Stepana Čarneckého pod názvem Červená kalina. Stepan Čarneckij literárně přepracoval tento fragment textu, odstranil citoslovce hej v prvních třech řádcích a provedl několik dalších redakčních úprav, čímž dílo získalo jasnější obraznost a melodičnost. Avšak ani v roce 1916, kdy objasňoval slova Michajla Hajvoronského, ani v roce 1934, kdy vyšly jeho paměti Moje cesta s Melpomené, se k autorství osobně nepřihlásil. Zároveň trval na autorství nové melodie. S největší pravděpodobností slova Červené kaliny budou lidového původu.
Hra přispěla k popularizaci písně. Píseň přijala od herců divadla zejména mládež.
Štěpán Čarneckij trval na tom, že melodii složil sám. Někteří moderní muzikologové ji považují za lidovou. Někdy je autorství hudby připisováno Michajlu Hajvoronskému.

## Mezinárodní ohlas
V březnu 2022 získala píseň mezinárodní ohlas, když ji Andrij Chlyvňuk z ukrajinské kapely BoomBox (Бумбокс) nahrál a cappella ve vojenské uniformě na ulici na Ukrajině. Chlyvňuk byl v té době na turné po USA, ale turné zkrátil, aby se vrátil na Ukrajinu a mohl bojovat proti ruské invazi. Ještě populárnější se stala, když ji zremixoval jihoafrický hudebník The Kiffness. Ukrajinští krasobruslaři Olexandra Nazarovová a Maxim Nikitin vystoupili s písní na mistrovství světa 2022 na protest proti invazi. Britská kapela Pink Floyd vydala v dubnu 2022 singl „Hey, Hey, Rise Up!“ za účelem získání finančních prostředků pro humanitární pomoc Ukrajině. Skladba obsahuje Chlyvňukovy vokály z jeho a capella nahrávky písně „Červená kalina“.

## Text písně
| Originální text | Transkripce | Český překlad |
| --- | --- | --- |
| Ой у лузі червона калина похилилася. Чогось наша славна Україна зажурилася. А ми тую червону калину підіймемо, А ми нашу славну Україну, гей, гей, розвеселимо! А ми тую червону калину підіймемо, А ми нашу славну Україну, гей, гей, розвеселимо! Не хилися, червона калино, маєш білий цвіт. Не журися, славна Україно, маєш добрий рід. А ми тую червону калину підіймемо, А ми нашу славну Україну, гей, гей, розвеселимо! А ми тую червону калину підіймемо, А ми нашу славну Україну, гей, гей, розвеселимо! Марширують наші добровольці у кривавий тан, (jiná verze: Виступають наші добровольці у кривавий тан) Визволяти братів-українців з московських кайдан. (jiná verze: Визволяти рідну Україну з московських кайдан.) А ми наших братів-українців визволимо, (jiná verze: А ми тиє московськиє кайдани розірвемо) А ми нашу славну Україну, гей, гей, розвеселимо! А ми наших братів-українців визволимо, (jiná verze: А ми тиє московськиє кайдани розірвемо) А ми нашу славну Україну, гей, гей, розвеселимо! Ой у полі ярої пшениці золотистий лан. Розпочали стрільці січовії з ворогами тан. (jiná verze: стрільці українски) А ми тую ярую пшеницю ізберемо, А ми нашу славну Україну, гей, гей, розвеселимо! А ми тую ярую пшеницю ізберемо, А ми нашу славну Україну, гей, гей, розвеселимо! Як повіє буйнесенький вітер з широких степів, Та прославить по всій Україні січових стрільців. А ми тую стрілецькую славу збережемо, А ми нашу славну Україну, гей, гей, розвеселимо! А ми тую стрілецькую славу збережемо, А ми нашу славну Україну, гей, гей, розвеселимо! | Oj u luzi červona kalyna pochylylasja. Čohos naša slavna Ukrajina, zažurylasja. A my tuju červonu kalynu pidijmemo, A my našu slavnu Ukrajinu, hej, hej, rozveselymo! A my tuju červonu kalynu pidijmemo, A my našu slavnu Ukrajinu, hej, hej, rozveselymo! Ne chylysja, červona kalino, maješ bilyj cvit. Ne žylysja, slavna Ukrajino, maješ dobrij rid. A my tuju červonu kalynu pidnimemo, A my našu slavnu Ukrajinu, hej, hej, rozveselymo! A my tuju červonu kalynu pidnimemo, A my našu slavnu Ukrajinu, hej, hej, rozveselymo! Maršyrujut naši dobrovolci u kryvavyj tan, (jiná verze: Vystupajut naši dobrovolci u kryvavyj tan) Vyzvoljaty brativ-ukrajinciv z moskovskych kajdan (jiná verze: Vyzvoljaty ridnu Ukrajinu z moskovskych kajdan) A my našich brativ-ukrajinciv vyzvolymo, (jiná verze: A my tyje moskovskyje kajdany rozirvemo) A my našu slavnu Ukrajinu, hej, hej, rozveselymo! A my našich brativ-ukrajinciv vyzvolymo, (jiná verze: A my tyje moskovskyje kajdany rozirvemo) A my našu slavnu Ukrajinu, hej, hej, rozveselymo! Oj u poli jaroji pšenyci zolotystyj lan. Rozpočaly strilci sičoviji z vorohamy tan. (jiná verze: strilci ukrajinsky) A my tuju jaruju pšenycju izberemo, A my našu slavnu Ukrajinu, hej, hej, rozveselymo! A my tuju jaruju pšenycju izberemo, A my našu slavnu Ukrajinu, hej, hej, rozveselymo! Jak povije bujneseňskij viter z širokych stepiv, Ta proslavyť po vsij Ukrajini sičovych strilciv, A my tuju strileckuju slavu zberežemo, A my našu slavnu Ukrajinu, hej, hej, rozveselymo! A my tuju strileckuju slavu zberežemo, A my našu slavnu Ukrajinu, hej, hej, rozveselymo! | Aj, na louce červená kalina povadla. Tak nějak se naše slavná Ukrajina zasmušila. A my tu červenou kalinu pozvedneme, A my naši slavnou Ukrajinu, hej, hej, rozveselíme! A my tu červenou kalinu pozvedneme, A my naši slavnou Ukrajinu, hej, hej, rozveselíme! Neskláněj se, červená kalino, máš bílý květ. Neskláněj se, slavná Ukrajino, máš dobrý rod. A my tu červenou kalinu pozvedneme, A my naši slavnou Ukrajinu, hej, hej, rozveselíme! A my tu červenou kalinu pozvedneme, A my naši slavnou Ukrajinu, hej, hej, rozveselíme! Pochodují naši dobrovolníci v krvavém boji (jiná verze: Objevují se naši dobrovolníci v krvavém boji) Osvoboďte bratry Ukrajince z moskevských okovů (jiná verze: Osvoboďte rodnou Ukrajinu z moskevských okovů) A my naše bratry Ukrajince osvobodíme (jiná verze: A my ty moskevské okovy rozerveme) A my naši slavnou Ukrajinu, hej, hej, rozveselíme! A my naše bratry Ukrajince osvobodíme (jiná verze: A my ty moskevské okovy rozerveme) A my naši slavnou Ukrajinu, hej, hej, rozveselíme! Aj, v poli jarní pšenice je zlatý lán. Začali střelci sičovští boj s nepřáteli. (jiná verze: střelci ukrajinští) A my tu jarní pšenku sklidíme, A my naši slavnou Ukrajinu, hej, hej, rozveselíme! A my tu jarní pšenku sklidíme, A my naši slavnou Ukrajinu, hej, hej, rozveselíme! Když zavěje bujný vítr ze širých stepí, A po celé Ukrajině se proslaví sičovští střelci, A my tu střeleckou slávu přebereme A my naši slavnou Ukrajinu, hej, hej, rozveselíme! A my tu střeleckou slávu přebereme (vezmeme) A my naši slavnou Ukrajinu, hej, hej, rozveselíme! |